# Euthalia trapesa
Euthalia trapesa är en fjärilsart som beskrevs av Semper 1888. Euthalia trapesa ingår i släktet Euthalia och familjen praktfjärilar. Inga underarter finns listade i Catalogue of Life.